# Megafone

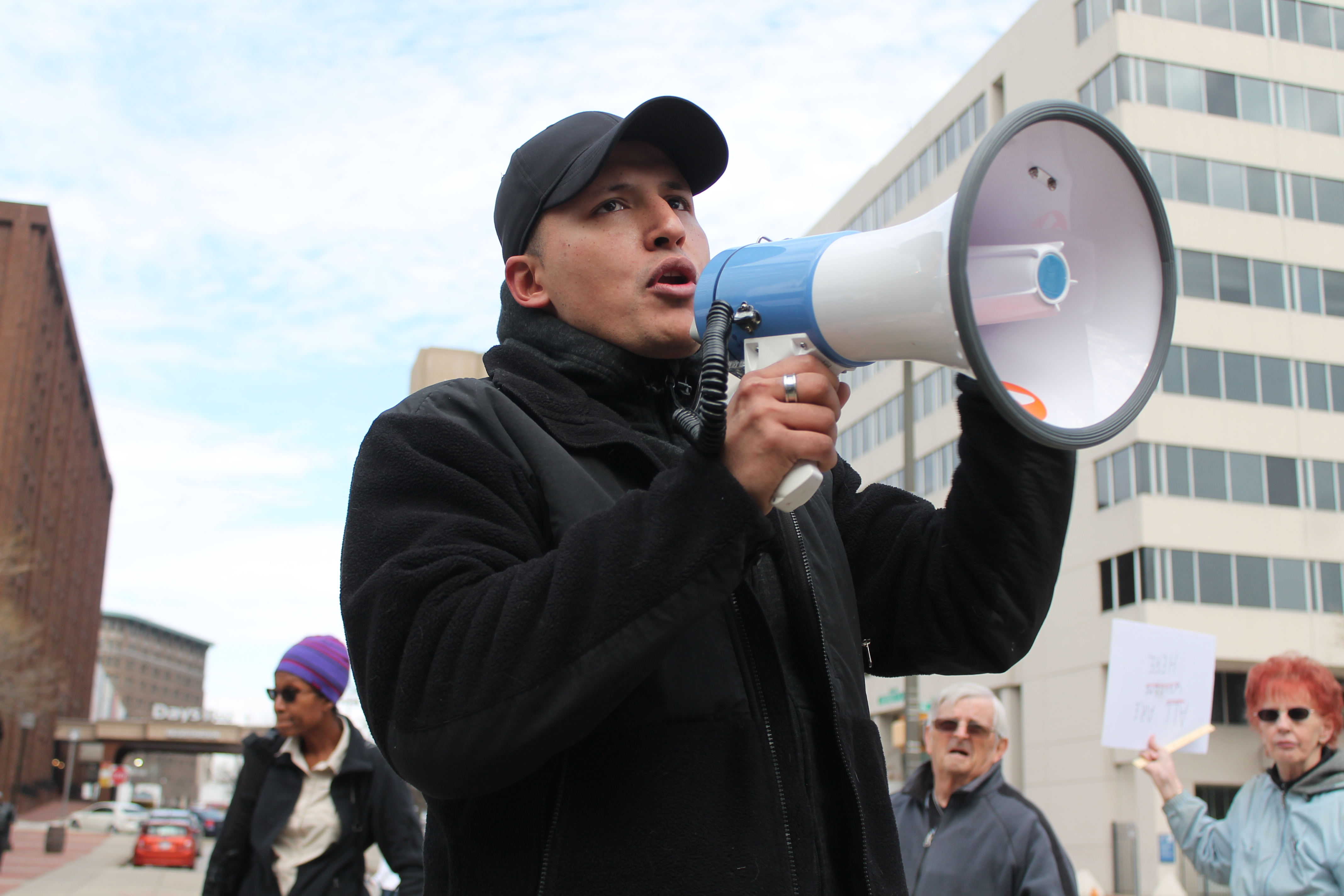
Um homem usando um megafone elétrico

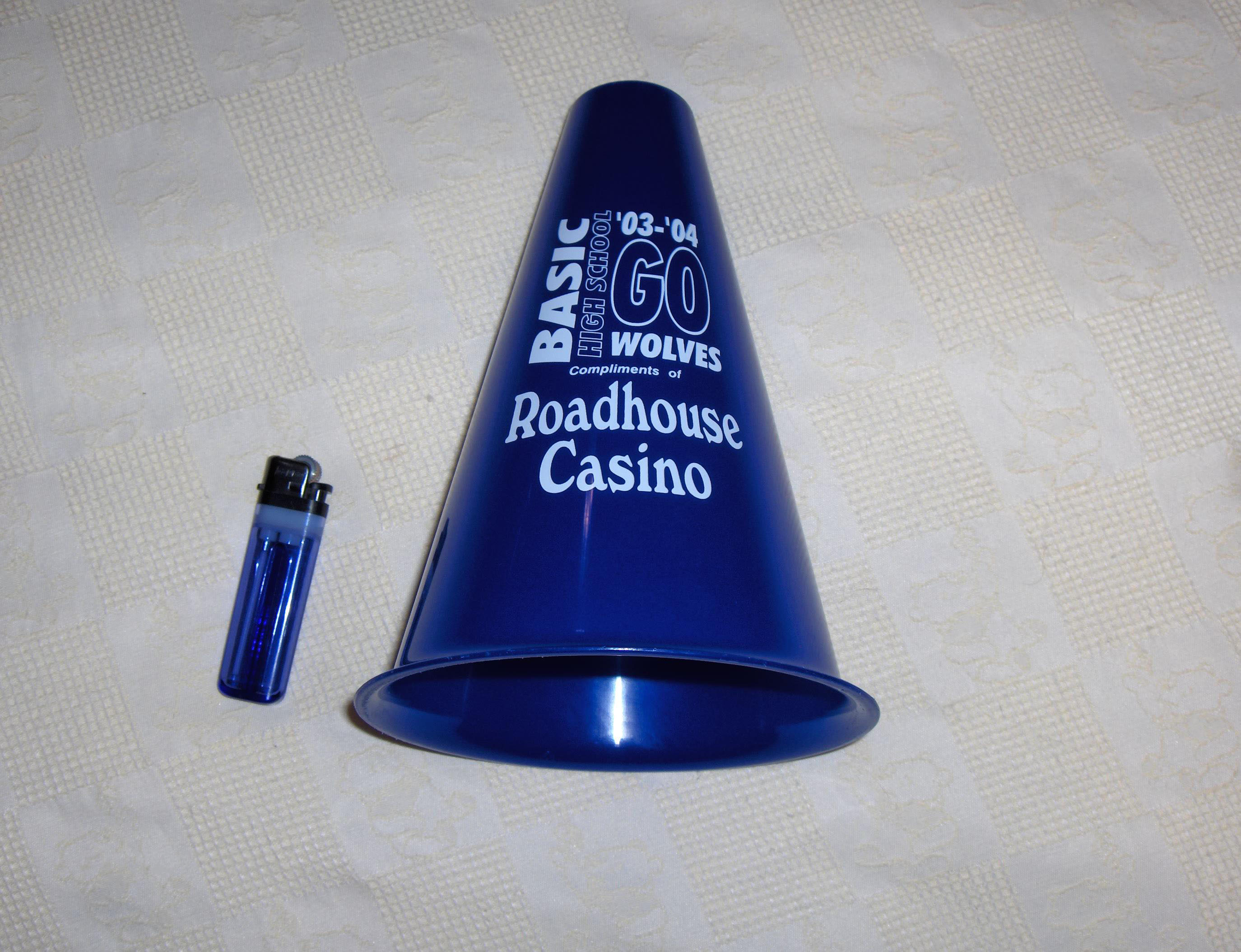
Um pequeno megafone usado para eventos esportivos

Um megafone é um dispositivo de comunicação portátil ou portátil em forma de cone usado para amplificar a voz de uma pessoa. O som é introduzido na extremidade estreita do megafone, segurando-o contra o rosto e falando nele, e as ondas sonoras irradiam pela extremidade larga. Um megafone aumenta o volume do som, mas distorce um pouco o som da voz porque a resposta de freqüência do megafone é maior em freqüências de som mais altas. Há versões do megafone de funcionamento acústico e outras de maneira elétrica, as mais usadas na atualidade.

## História

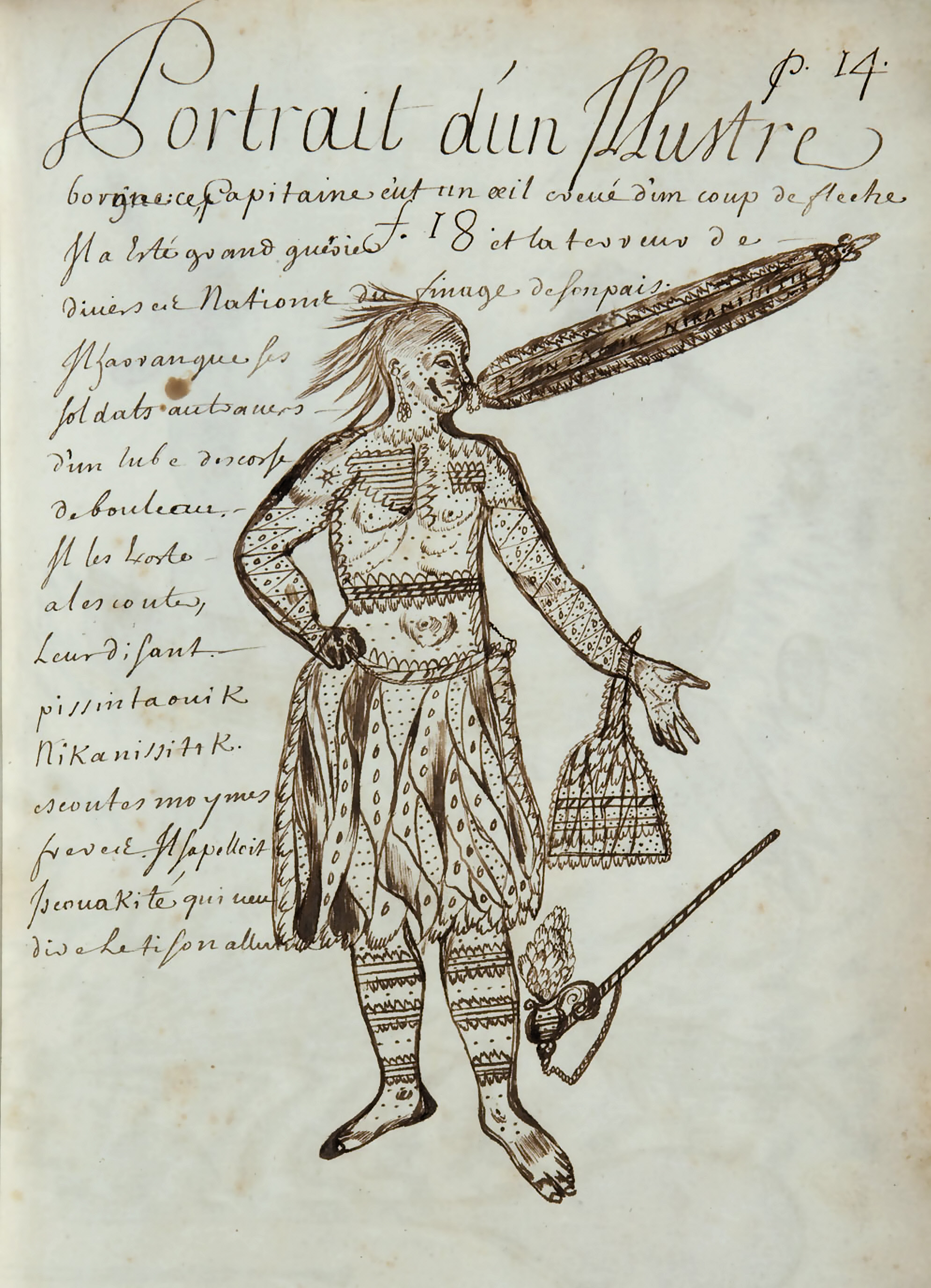
Um chefe nativo norte-americano usa um megafone feito de casca de árvore. A página faz parte do Codex canadensis, de Louis Nicolas, feito por volta de 1675 a 1682

Na história do mundo, há referências a oradores na Grécia Antiga (século V aC) usando máscaras com cones saindo da boca para amplificar suas vozes nos teatros. Os arquitetos helênicos também podem ter utilizado conscientemente a física acústica em seus projetos de anfiteatros teatrais. Já no Codex canadensis, de  Louis Nicolas, por volta de 1675 a 1682, um desenho mostra um chefe nativo americano chamado Iscouakité usa um megafone feito de casca de bétula.

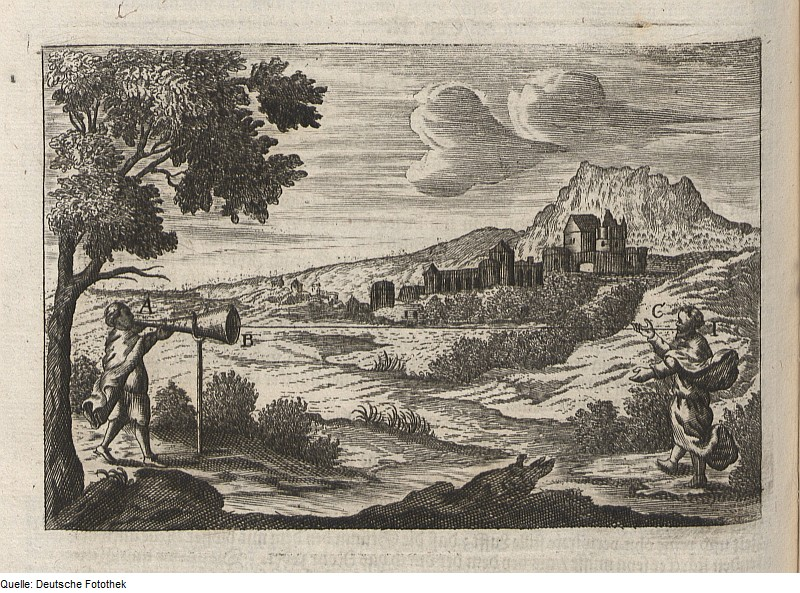
Desenho de Athanasius Kircher, 1684, mostra homem (à esquerda) usando megafone para se comunicar à distância

Samuel Morland e Athanasius Kircher foram creditados com a invenção de megafones na mesma época no século XVII. Morland, em obra publicada em 1655, escreveu sobre suas experiências com diferentes trompas. Seu maior megafone consistia em mais de seis metros de tubo de cobre e poderia projetar a voz de uma pessoa a uma milha e meia.
Vinte anos antes, Kircher descreveu um dispositivo que poderia ser usado tanto como megafone quanto para "ouvir" pessoas falando fora de uma casa. Seu chifre enrolado seria montado na lateral de um prédio, com uma extremidade estreita no interior que poderia ser falada ou ouvida, e a boca larga projetando-se na parede externa. Posteriormente foi feito um trompete de papel machê chamado Sengerphone.

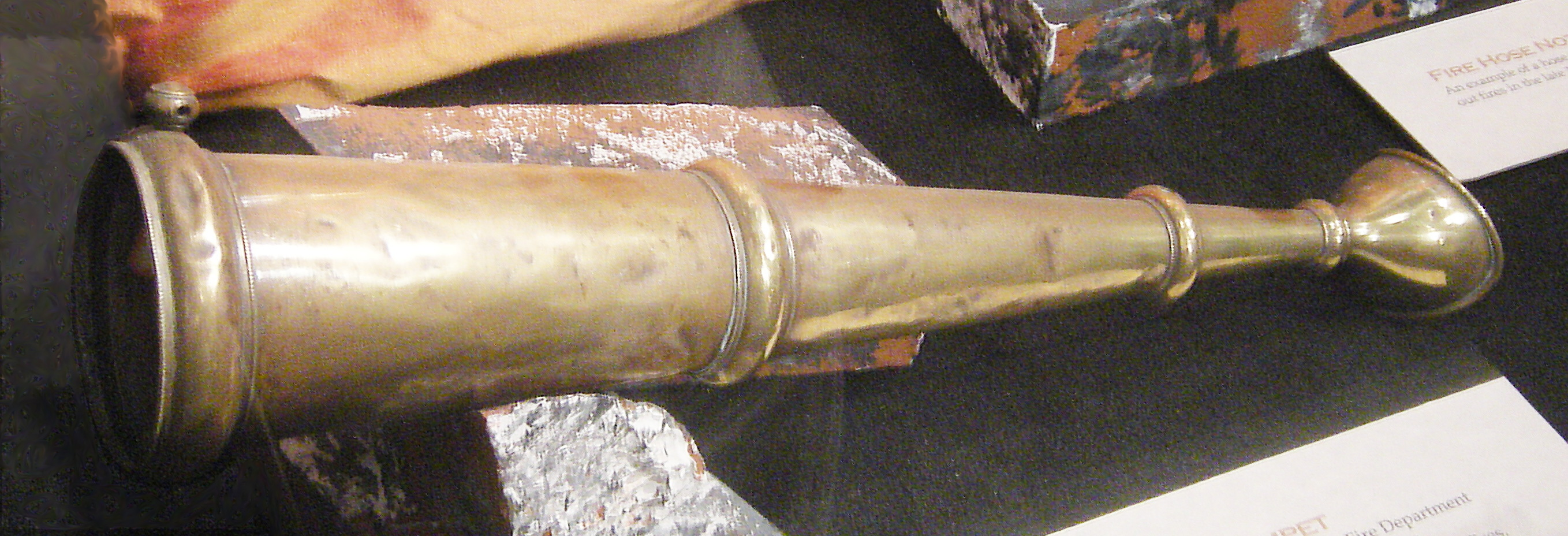
No final do século XIX, um trompete falante era usado por bombeiros

O termo 'megafone' foi atribuído pela primeira vez a um instrumento criado por Thomas Edison. Em 1878, Edison desenvolveu um dispositivo semelhante ao trompete falante com o objetivo de beneficiar os surdos e deficientes auditivos. Sua variação incluía três funis separados alinhados em uma fileira. Os dois funis externos, com 1,80 m de comprimento, eram feitos de papel e conectados a um tubo inserido em cada ouvido. O funil do meio era semelhante ao trompete falante de Morland, mas tinha uma abertura maior para inserir a boca.
Com o megafone de Edison, um sussurro baixo podia ser ouvido a trezentos metros de distância, enquanto um tom de voz normal podia ser ouvido a cerca de três quilômetros de distância. Do lado da escuta, o receptor podia ouvir um sussurro baixo a trezentos metros de distância. No entanto, o aparelho era muito grande para ser portátil, limitando seu uso. George Prescott escreveu: "A principal desvantagem no momento é o grande tamanho do aparelho."

## Megafone elétrico
Um megafone elétrico é um dispositivo eletrônico que amplifica a voz humana da mesma forma que um megafone acústico, mas usando energia elétrica. Sua estrutura é composta por um microfone para converter ondas sonoras em sinal elétrico de áudio, um amplificador alimentado por bateria para aumentar a potência do sinal de áudio e um alto-falante para converter novamente o sinal de áudio em ondas sonoras. Esses aparelhos geralmente são usados em eventos esportivos ao ar livre, sets de filmagem, comícios políticos e manifestações de rua .
Embora existam sistemas eletrônicos de alto-falantes desde que os amplificadores valvulados foram desenvolvidos no início da década de 1920, as versões valvuladas eram pesadas demais para serem transportáveis. Os megafones elétricos portáteis práticos tiveram que esperar o desenvolvimento da microeletrônica que se seguiu à invenção do transistor em 1947. Em 1954, a TOA Corporation desenvolveu o EM-202, o primeiro megafone transistorizado do mundo.
As versões de mão geralmente têm o formato do antigo megafone acústico, com um microfone em uma extremidade e um alto-falante na outra, e um cabo de pistola na lateral, com um gatilho para ligá-lo. Em uso, o dispositivo é levado até a boca e o gatilho é pressionado para ligá-lo durante a fala. Outras versões maiores penduradas no ombro em uma alça e têm um microfone de mão separado em um cabo para falar, para que os usuários possam se dirigir a uma multidão sem que o instrumento oculte seus rostos.

## Impacto na sociedade

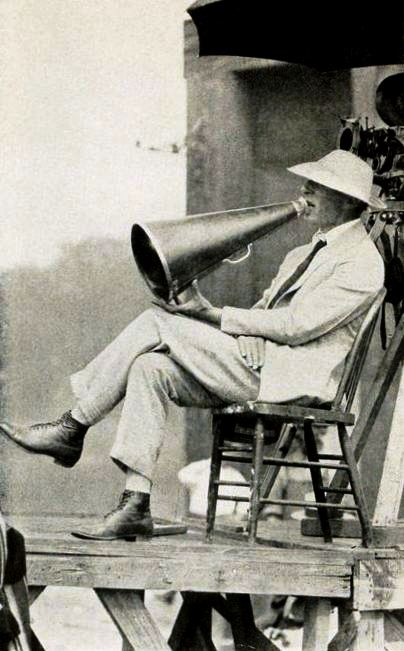
Diretor de cinema mudo DW Griffith usando um megafone em 1922

Os megafones portáteis são amplamente utilizados para gerenciamento de multidões e comunicação em massa. Geralmente é usado para comunicar informações ou instruções para uma grande multidão de pessoas em um lugar.
Além de suas implicações práticas, os sistemas de alto-falantes, incluindo megafones, também tiveram um impacto social. Os sistemas de alto-falantes ajudaram a promover a participação das mulheres na sociedade. Em eventos como as Convenções Nacional Republicana e Democrata de 1920, quando os sistemas de alto-falantes eletrônicos estavam se popularizando, as mulheres usaram essas tecnologias de amplificação durante a chamada dos participantes.  Alguns líderes de protesto usam megafones elétricos para falar com uma multidão ao ar livre ou com outros manifestantes.

Durante décadas, os diretores de cinema usaram megafones para se comunicar com seu elenco e equipe em sets onde era difícil ouvir. O megafone acústico tornou-se um símbolo de um diretor de cinema, embora os diretores modernos usem megafones elétricos. Um dos principais contribuintes para esse clichê foi Cecil B. DeMille, diretor de filmes épicos como Os Dez Mandamentos e O Rei dos Reis . Muitos de seus filmes eram épicos bíblicos ambientados em vastos cenários ao ar livre que exigiam comunicação com centenas de figurantes.[carece de fontes?]
O distinto som distorcido de uma voz humana amplificada por um megafone é amplamente reconhecido, desde seu uso em estações de trem e ônibus e arenas esportivas. Aplicado à música, dá o som de um gramofone acústico antigo. Anúncios de rádio e música popular usam o som de megafone para dar efeitos retrô e muitas vezes humorísticos. Uma voz ou música gravada pode ser processada para dar a ela um efeito de som de "megafone" sem usar um megafone real, por decks de gravação de áudio e software. Softwares de gravação como Logic Pro e Pro Tools, a seleção de determinados filtros e configurações produzirá um som artificial quase indistinguível de um megafone elétrico.